# Soelekerkeplaat
De Soelekerkeplaat is een onbewoond eiland in het Veerse Meer in de Nederlandse provincie Zeeland. Te vinden aan de zuidkant van het eiland de Haringvreter. Het eilandje is 3,8 hectare groot en is weidegebied. Er is geen aanlegsteiger.
De Soelekerkeplaat is praktisch niet toegankelijk voor bezoekers omdat er geen steiger is. De maximum toegestane tijd op een ligplaats of ankerplaats is 24 uur.
De naam is afkomstig van het voormalige dorp en heerlijkheid Soelekerke.